# Есма Реджепова
Е́сма Редже́пова (мак. Есма Реџепова; 8 серпня 1943 — 11 грудня 2016) — македонська співачка, яка разом з Влатко Лозаноскі представляла Македонію на пісенному конкурсі Євробачення 2013 у Мальме.
За час своєї сценічної діяльності дала понад 9000 концертів у 30 країнах світу. Разом із чоловіком, Стево Теодосієвським виховує 47 усиновлених дітей. Есма отримала численні нагороди за благочинну діяльність.
За її власним підрахунком, вона створила понад 500 творчих робіт. Серед них 108 синглів, 20 альбомів та 6 кінострічок.